# Apofyllit

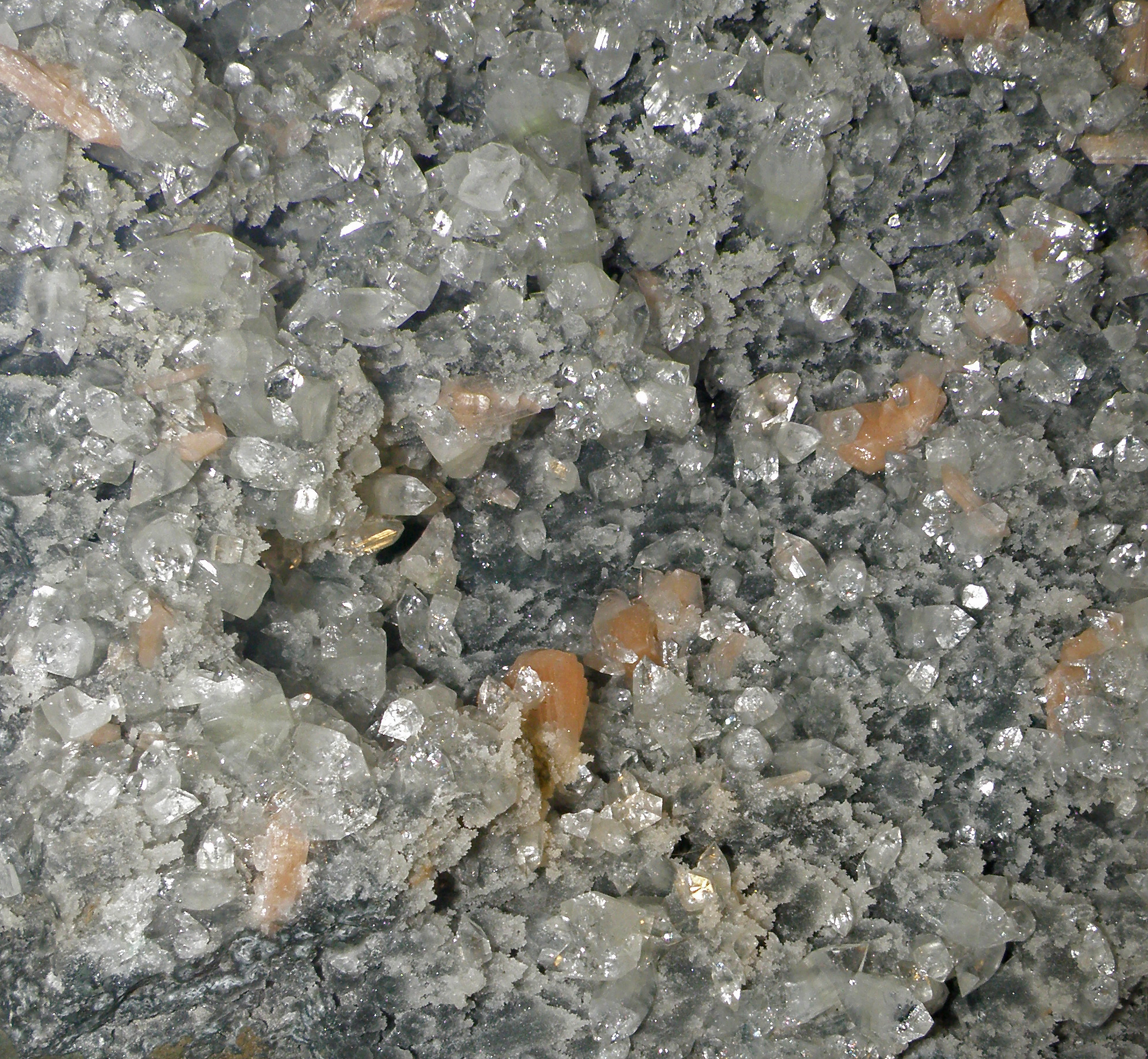
Apofyllit ze stilbitem - Indie, Nasik

Apofyllit – rzadki minerał z grupy krzemianów. Nazwę tego minerału (od gr. apophyllein = łuszczyć) wprowadził René-Just Haüy.

## Właściwości
Tworzy kryształy słupkowe, tabliczkowe, izometryczne. Niekiedy wykazuje pionowe prążkowanie. Występuje w skupieniach zbitych, ziarnistych i blaszkowych. Jest kruchy, przezroczysty.

## Występowanie
Minerał wtórny tworzący się dzięki procesom hydrotermalnym. Występuje w pęcherzach i szczelinach skał zasadowych, wylewnych: bazaltach, melafirach. Spotykany jest w druzach pegmatytów i granitów oraz w żyłach kruszcowych. Współwystępuje z : heulandytem, skolecytem, kalcytem, prehnitem, natrolitem i analcymem. 
Miejsca występowania: Indie – Lanaula (najwspanialsze kryształy), Brazylia – Rio Grande do Sul. USA, Kanada, Wielka Brytania, Dania, Islandia, Rosja, Czechy, Niemcy, Włochy.
W Polsce spotykany w druzach pegmatytowych granitoidu strzegomskiego, w Górach Izerskich i Rudawach Janowickich. 

## Zastosowanie
- ma znaczenie naukowe,
- ma znaczenie kolekcjonerskie (najbardziej cenione[przez kogo?] kryształy - różowe i zielone),
- bywa stosowany w jubilerstwie i jako kamień ozdobny.